# Илия Которкин
 Тази статия е за дееца на ВМОРО от Баница.  За дееца от Неволяни, също наричан Илия Лерински, вижте Илия Видинов.  
Илия Иванов Которкин, известен като Илия Лерински, е български революционер, деец на Вътрешната македоно-одринска революционна организация и Вътрешната македонска революционна организация.

## Биография
Иванов е роден в 1884 година в леринското село Баница, тогава в Османската империя, днес Веви, Гърция. Влиза във ВМОРО и в 1900 година става нелегален. Четник е при Марко Лерински и Тане Стойчев. Взима участие в Илинденско-Преображенското въстание през лятото на 1903 година. След погрома на въстанието става районен войвода.
Легализира се след Младотурската революция в 1908 година, но от март 1911 година отново става нелегален и участва във възстановяването на революционната организация.
След Първата световна война е лерински околийски войвода на ВМРО. 
През 1920 година организира дейността на митницата Попови ливади в Пирин. Целта е да се набират средства за дейността на организацията. Всички търговци са плащали мита, като най-важни са били приходите от дървен материал и животни за Гърция, тютюн и вино. Освен Илия Лерински участват и Георги Хазнатарски, Никола Хаджиев, Гоце Манолев, Динчо Балкански, Петър Говедаров, Димитър Чегански, Тома Радовски и Кирил Лерински.
През 1923 година е в Леринско, като в четата му влизат Лазар Даскалов, Никола Марков и Атанас Николов Неретчето.
През пролетта на 1925 година преминава река Вардар заедно с четите на Петър Ангелов, Андон Попщерев, Тале Андонов и Наум Йосифов с куриерска чета на Христо Андонов. След убийството на Александър Протогеров в 1928 година е на страната на протогеровистите.
През 1934 година Илия Лерински се установява в град Станимака (днес Асеновград). Разследван е по следствено дело № 22/1934 година по описа на петричкия съдия-следовател, във връзка с убийството на дееца на ВМРО Тома Ангелов-Календралията.